# Ансамбль пісні і танцю “Зоря”
Вокально-хореографічний ансамбль «Зоря» був створений на основі аматорського народного хору. В 1987 році на запрошення В.А. Плютинського в колектив прийшов Микола Дацик. Микола Володимирович на той час працював художнім керівником Чернігівського народного хору і був помітною постаттю в хорових мистецьких колах. Але саме в «Зорі» (пізніше так називався професійний колектив під його керівництвом) Микола Дацик отримав звання заслуженого діяча мистецтв України.
До складу вокально-хореграфічного ансамблю на перших порах увійшли Леся та Любов Мельник, Микола Епік, Марія Холодько, Надія Самкова, Анатолій Максимчук, Олексій Фісянчук, Олексій Римар, Анатолій Гуз, Ніна Кашернюк, Галина Шило, Руслана Фісянчук, Любов Епік, Марія Надюк, Раїса Шкарапа та інші. З Київського хореографічного училища в «Зорю» приїхала група танцюристів, і колектив переходить на професійну основу, а в 1992-1997 роках працює при Рівненський обласній філармонії, причому, професійними артистами стали і низка колишніх аматорів.
Гастролі колективу проходять по всій Україні, в Росії, Чехії, Польщі, Німеччині, Австрії. Микола Дацик разом із колективом почав творити свої власні пісні, які заслужили любов і шану місцевих жителів та принесли колективу всеукраїнську популярність. М. Дацик пише музику до творів О. Богачука, М. Степанюка, Й. Струцюка та інших авторів. Однак, у скрутних 90-х роках, «чиновники від культури» ансамбль «реорганізували».